# 친애하는 우리 아이
《친애하는 우리 아이》(영어: Dear Etranger)은 2017년 8월에 개봉한 일본의 드라마 영화이다.
 미시마 유키코가 감독을 원작자는 시게마츠 기요시이며, 아라이 하루히코가 각본을 맡았다.
 전주국제영화제에선 2017년 4월 29일에 일본은 2017년 8월 26일에 대한민국은 2018년 11월 1일에 개봉되었다.

## 줄거리
우리는 진짜 가족이 될 수 있을까요?

평범한 가족을 꿈꾸는 44세 남자 ‘타나카’는 재혼해 아내, 그리고 그녀의 두 딸과 함께 살고 있다.

그는 출세에 대한 욕심도, 야망도 없이 가족을 위해 모든 것을 헌신하는 가장이다.

그러나, 아내가 타나카의 새 아이를 임신하자

타나카와 가족들은 예상치 못한 변화를 마주하고 마는데…

친애하는 당신을 위한

가장 따뜻한 위로가 찾아온다!

## 출연진
- 아사노 타다노부 - 타나카 마코토 역
- 다나카 레나 - 나나에 역
- 미나미 사라 - 카오루 역
- 카마타 라이쥬 - 사오리 역
- 아라이 미우 - 에리코 역
- 미즈사와 신고 -  조연
- 이케다 나루시 -  조연
- 쿠도 칸쿠로 - 사와다 역
- 테라지마 시노부 - 유카 역